# Селлі Чисголм
Селлі Чисголм (Sallie W. («Penny») Чісголм, нар.. 1947, Маркетт, Мічиган, США) — американська біоокеанолог, фахівець з фитопланктону, займається дослідженнями ролі мікроорганізмів у формуванні морських екосистем. Популярність отримала як першовідкривачка Prochlorococcus (у 1980-х роках). Член Національної АН США (2003), інститутська професор Массачусетського технологічного інституту (з 2015), де працює з 1976 року.
Удостоєна Національної наукової медалі США (2011). Лауреат премії Крафорда (2019) — за відкриття Prochlorococcus.

## Життєпис
Селлі Чисголм у 1969 році закінчила Skidmore College (бакалавр біології і хімії).
У 1970 році навчалася в Корнелльському університеті.
Ступінь доктора філософії з морської біології отримала в 1974 році в Університеті штату Нью-Йорк в Олбані.
З 1976 року викладає в Массачусетському технологічному інституті (куди вступила спочатку морським екологом, з 2015 року Інститутською професоркою, перед чим з 2002 року Lee and Geraldine Martin Professor of Environmental Studies, з 1993 року одночасно працює на кафедрі біології та директором-засновницею MIT's Earth System Initiative), перед чим два роки провела як постдока в Scripps Institution of Oceanography. Також афілійована з Woods Hole Oceanographic Institution. У 1998 і 2013 роках учена-резидентка Bellagio Study Center (Італія), в 2004—2012 роках також була дослідницею морської мікробіології Gordon and Betty Moore Foundation.
У 1980-х роках разом з керованими нею колегами Селлі Чисголм відкрила Prochlorococcus (опубліковано в 1988 році) і потім розробила її як модельний організм — для дослідження екології і еволюції морських мікробів, зокрема для з'ясування того, як вони впливають на глобальні біогеохімічні цикли.
Член Американської академії мистецтв і наук (1992) і Американської академії мікробіології (1993), Американської асоціації сприяння розвитку науки (2013), фелло Американського геофізичного союзу (1996) та Екологічного товариства Америки (2012).
У співпраці з Molly Bang випустила книги з екології для дітей «Living Sunlight» (Blue Sky Press, 2009) та «Ocean Sunlight» (Blue Sky Press, 2012).
Основні роботи
- Physiology and molecular phylogeny of coexisting Prochlorococcus ecotypes / Moore, LR, Rocap, G, Чісхолм, SW. 1998. Nature 393, 464-7. doi: 10.1038/30965 PMID 9624000
- Genome divergence in two Prochlorococcus ecotypes reflects oceanic niche differentiation / Rocap, G, Larimer, FW, Lamerdin, J, Malfatti, S, Chain, P, Ahlgren, NA, Arellano, A, Coleman, M, Hauser, L, Hess, WR et al. 2003. Nature 424, 1042-7. doi: 10.1038/nature01947 PMID 12917642
- Niche partitioning among Prochlorococcus ecotypes along ocean-scale environmental gradients / Johnson, ZI, Zinser, ER, Coe, A, McNulty, NP, Woodward, EM, Чісхолм, SW. 2006. Science 311, 1737-40. doi: 10.1126/science.1118052 PMID 16556835

## Нагороди та відзнаки
- Rosensteil Award in Ocean Sciences (1991)
- Грант Ґуґґенгайма (1997)
- A.G. Huntsman Award for Excellence in the Marine Sciences[en] (2005)
- Медаль Александера Агассіза Національної Академії наук США (2010)
- Darbaker Prize, Ботанічне товариство Америки (2011)
- Національна наукова медаль (2011)
- Ruth Patrick Award, American Society of Limnology and Oceanography[en] (2012)
- Ramon Margalef Prize in Ecology[en] (2013)[15]
- Killian Award Массачусетського технологічного інституту (2014)[16]
- Премія Крафорда однойменного фонду і Шведської королівської АН (2019)[12][17]